# Moralı Ibrahim Pasha
Moralı Ibrahim Pascià noto anche come Aşçı Ibrahim Pascià ("il cuoco") o Hacı Ibrahim Pascià o Ibrahim Pascià al-Kapudan (XVII secolo – 1725) è stato un politico e ammiraglio ottomano, (Capitan pascià, 1707–09, 1717–18).
Ibrahim Pascià prestò servizio come governatore ottomano dell'Eyalet d'Egitto  (1709–1710), ma fu poi incarcerato ed esiliato a Sinope. Dopo essere stato graziato nel 1713, fu nominato governatorato dell'Eyalet di Aleppo (1714, 1717), dell'Eyalet di Sidone (1714–1716), del Sangiaccato di Gerusalemme (1716) e dell'Eyalet di Damasco (1716).
Nel suo secondo mandato come Capitan Pascià, avrebbe distrutto una flotta della marina veneziana. Morì nell'aprile o maggio 1725. Oggi a Istanbul c'è una strada a lui intitolata (Moralı İbrahim Paşa Sokak).